# ناحیه فریمونت، شهرستان وینونا، مینه سوتا
ناحیه فریمونت (به انگلیسی: Fremont Township) یک منطقهٔ مسکونی در ایالات متحده آمریکا است که در شهرستان وینونا، مینه‌سوتا واقع شده‌است.
 ناحیه فریمونت ۹۳٫۰ کیلومتر مربع مساحت و ۳۵۵ نفر جمعیت دارد و ۳۵۹ متر بالاتر از سطح دریا واقع شده‌است.